# De Witt Island
De Witt Island fa parte del gruppo delle Maatsuyker Islands, isole site a sud dell'isola di Tasmania (Australia) nell'oceano antartico e appartenenti alla municipalità di Huon Valley, una delle Local government area della Tasmania. Tutto il gruppo di isole appartiene al Southwest National Park che a sua volta fa parte della Tasmanian Wilderness World Heritage Area.

## Geografia
De Witt Island è la maggiore per estensione delle Maatsuyker Islands, e dista circa 6 km da Louisa Bay sulla costa meridionale della Tasmania. Ha un'area di 5,16 km² e le colline della parte meridionale superano i 340 m.
Altri isolotti adiacenti che fanno parte dello stesso gruppo sono: Flat Witch Island, detta anche Little Witch, situata a sud-ovest; e i due isolotti Flat Top Island e Round Top Island, che si trovano a sud.

### Flora e fauna
L'isola è quasi completamente boscosa e le principali specie presenti sono: l'Eucalyptus nitida, l'Eucalyptus ovata e l'Eucalyptus obliqua; si segnala inoltre l'Eucryphia lucida e la Lophozonia cunninghamii.
L'isola è stata identificata come Important Bird Area per l'importanza nella riproduzione delle specie.
Tra gli uccelli marini e i trampolieri che si riproducono sull'isola c'è il pinguino minore blu (500 coppie), la berta codacorta (11 000 coppie), il prione fatato (50 coppie), il gabbiano australiano, e la beccaccia di mare fuligginosa. È stato registrato sull'isola il parrocchetto di Latham. Tra i rettili: il Niveoscincus metallicus e il Niveoscincus pretiosus. Tra i mammiferi si segnala il pademelon della Tasmania, il potoroo dal naso lungo e il Rattus lutreolus.